# Șuparka, Borșciv
Șuparka (în ucraineană Шупарка) este localitatea de reședință a comunei Șuparka din raionul Borșciv, regiunea Ternopil, Ucraina.

## Demografie
Componența lingvistică a localității Șuparka
     Ucraineană (99,79%)
     Alte limbi (0,21%)
Conform recensământului din 2001, majoritatea populației localității Șuparka era vorbitoare de ucraineană (99,79%), existând în minoritate și vorbitori de alte limbi.